# Chieko Aoki

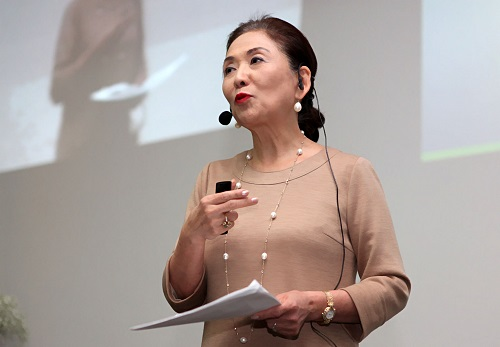
Chieko Aoki palestrando

Chieko Aoki (Fukuoka, 16 de setembro de 1948) é administradora e empresária nipo-brasileira, fundadora e presidente da rede Blue Tree Hotels. A empresária transformou a rede em uma das maiores cadeias hoteleiras do país  e benchmark em excelência de serviços no setor.

## Biografia
Formada em direito pela Universidade de São Paulo (USP), com cursos em gestão, cultura e arte japonesa na Sofia University, em Tóquio, e de Hotelaria na Cornell University, nos Estados Unidos, Chieko Aoki fundou a sua empresa em 1992. Em 1997 lançou a bandeira Blue Tree Hotels. A empresária tem como missão consolidar a rede como a mais conceituada operadora brasileira de hotéis, com reconhecimento pela alta qualidade, elegância e estilo próprio de serviços.
Ao longo de sua vida profissional, Chieko Aoki trabalhou em diversos lugares do mundo, como Estados Unidos, Ásia e Europa. Iniciou sua atuação em 1982 como diretora de marketing e de vendas do Caesar Park São Paulo e, depois, tornou-se presidente da Caesar Park Hotels & Resorts e da mais antiga e tradicional companhia hoteleira dos Estados Unidos, a Westin Hotels & Resorts.
Participa de diversas Organizações e de Conselhos, tais como: vice-presidente do São Paulo Convention & Visitors Bureau, vice-presidente do Grupo Mulheres do Brasil, Membro do Conselho do Hospital Santa Cruz, da Academia Brasileira de Eventos, da Academia Brasileira de Marketing, do Conselho Superior das Mulheres/FIESP, do Conselho do NEB – Nikkey Empreendedores do Brasil e do Conselho do Japan House São Paulo.

## Homenagens e reconhecimento
Em 2013, foi classificada pela revista norte-americana Forbes como "a segunda mulher de negócios mais poderosa do Brasil" e escolhida pelo jornal Valor Econômico dentre as melhores executivas brasileiras.